# Церковь Никиты Великомученика в Старых Толмачах
Це́рковь Ники́ты Великому́ченика в Ста́рых Толмача́х, в Тата́рской — приходская церковь в Замоскворечье Москвы. (Кузнецкая, ныне Новокузнецкая улица, 4 — угол Никитского, ныне Старого Толмачёвского переулка, 12).
Главный престол — Сретения Господня, северный придел — иконы Утоли Моя Печали, южный придел — Великомученика Никиты.
Храм был разрушен в 1936 году.

## История местности
В XVII веке церковь имела прозвище «в Толмачах» по находившейся на этом месте слободе Старые Толмачи. В 1922 году в память об этой слободе Никитский переулок переименовали в Старый Толмачёвский.
Другая Толмачёвская слобода находилась в районе нынешних Большого и Малого Толмачёвского переулков, примерно в километре к западу; там до сих пор сохранилась церковь Святителя Николая в Толмачах.
С 1727 года к названию церкви добавилось прозвище «в Татарской» по Татарской слободе (татары стали селиться в Москве с 1630-х годов).

## Строительство церкви
Деревянный храм существовал ещё в 1613 году, упоминается в 1625 году.
В 1693 году на месте деревянного был выстроен каменный храм с главным престолом Сретения Господня и однопрестольной трапезной.
После 1812 года у храма была перестроена трапезная и сооружён придел иконы Богоматери «Утоли Моя Печали».
В 1858 году был заложен новый храм, по одним сведениям, по проекту Михаила Быковского, а по другим — по проекту Степанова и Каминского.
17 ноября 1863 года состоялось освящение храма.

## Архитектура церкви
Церковь Никиты Мученика в Старых Толмачах на Кузнецкой улице, проект которой был разработан в 1858 году, разительно не похожая по внешнему облику ни на церковь Троицы на Грязях, ни на другие постройки Быковского — пятиглавая, с центральной главой, венчающей огромный купол на широком световом барабане, — спроектирована с использованием древнерусских форм. Это, вероятно, одна из работ Быковского, наиболее похожих на то, что делалось другими архитекторами в области культового зодчества. Здесь присутствуют едва ли не все наиболее распространённые в храмовой архитектуре второй трети XIX века особенности: относительно невысокий лапидарный объём храма, пятиглавие, килевидная форма наличников над окнами и завершение барабана, сдвоенные колонки неканонического средневекового типа с украшенными плетёнкой капителями и так далее. К улице был обращён восточным фасадом, и это предопределило прямую линию стены и отсутствие привычной абсиды. Высота храма превышает высоту окружающих его жилых зданий; главы, центральный купол и высокая многоярусная колокольня образуют выразительный композиционный и смысловой акцент в застройке близлежащего района.

## Советский период

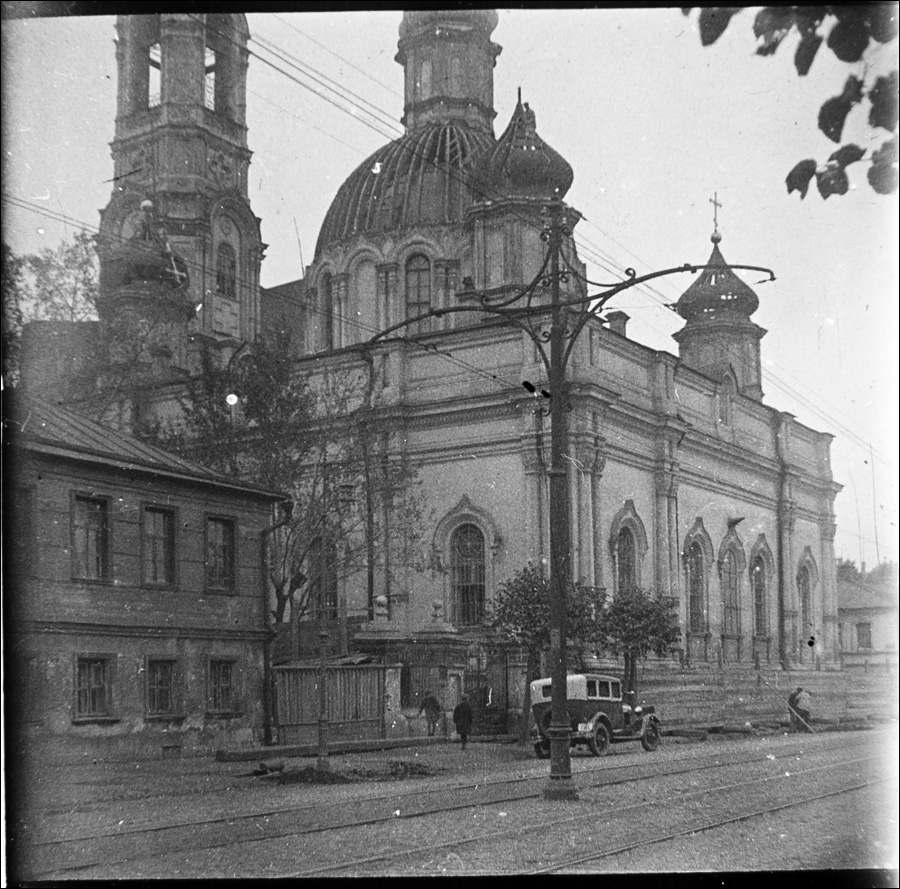
Церковь Никиты Великомученика в 1936 году во время разборки

Храм Никиты Мученика был разрушен в конце 1935 года. Последним священником храма был Пётр Шипков (по воспоминаниям Н. И. Якушевой).
В 1936 году на её месте был выстроен жилой дом 4/12 в стиле конструктивизма для работников милиции.